# بال كالمار
بال كالمار (بالمجرية: Kalmár Pál)‏ هو مغني مجري، ولد في 5 سبتمبر 1900 في Mezőtúr ‏ في المجر، وتوفي في 21 نوفمبر 1988 في بودابست في المجر.

## وصلات خارجية
- بال كالمار على موقع IMDb (الإنجليزية)
- بال كالمار على موقع ميوزك برينز (الإنجليزية)
- بال كالمار على موقع ديسكوغز (الإنجليزية)